# Jim Denley
James Alexander „Jim“ Denley  (* 22. Januar 1957 in Illawarra, Sydney) ist ein australischer Improvisationsmusiker (Altsaxophon, Flöten, Elektronik, Komposition).

## Leben und Wirken
Denley studierte ab 1969 Flöte bei Peter Richardson am Sydney Conservatorium, der ihn mit den Werken von Varese, Fukushima, Messiaen und Berio bekannt machte. Daneben hörte er Improvisatoren wie Cecil Taylor, Eric Dolphy, Anthony Braxton und Derek Bailey. 1983 studierte er in Tokio bei dem Shakuhachi-Meister Yamaguchi Goro. Während dieser Zeit spielte er Konzerte mit vielen improvisierenden Musikern.
In den 1980er Jahren gehörte Denley zur Relative Band von Jon Rose, mit der er in großen Städten und regionalen Zentren Australiens auftrat. Bei der Ars Electronica 1989 in Linz schuf er eine Installation mit Rik Rue und eine Live-Satellitenverbindung mit Ross Bolleter in Perth, Australien, die vom ORF übertragen wurde.
Zwischen 1989 und 2009 war Denley Mitglied der Gruppe Machine for Making Sense mit Rik Rue, Amanda Stewart, Chris Mann und Stevie Wishart. Als Musiker interessieren ihn die Grenzbereiche zwischen Musik und Sprache. Mit Amanda Stewart entstand 1997 das Hörspiel The Listening Room. Auch gehörte er zu der von Stevie Wishart geleiteten mittelalterlichen Musikgruppe Sinfonye, in der er Rahmentrommeln spielte. Mehr als zehn Jahre wirkte er im britischen Chris Burn Ensemble, mit dem auch Alben entstanden.
Denley produzierte Hörspiele für die ABC in Australien. Sein Werk Collaborations wurde 1989 mit dem Prix Italia ausgezeichnet.  Aus Aufnahmen, die er in den Budawang-Bergen südwestlich von Sydney machte, entstand die CD Through Fire, Crevice and the Hidden Valley, die 2008 beim Prix Ars Electronica eine lobende Erwähnung erhielt. Gemeinsam mit Kim Myhr und Ingar Zach bildete er 2007 das Trio Mural, das international tourte.
Denley arbeitete mit Künstlern wie Chris Abrahams, Clare Cooper, Derek Bailey, Keith Rowe, Martin Blume, Robbie Avenaim, John Butcher, Otomo Yoshihide und Fred Frith, Phill Niblock, Trey Spruance, Clayton Thomas, Tess de Quincy, Axel Dörner, Oren Ambarchi, Tony Buck, Ikue Mori, Sachiko M., Malcolm Goldstein, Antoine Cirri und Annette Krebs. Er nahm auch mit 180º, Blip, Cox Orange, Embers, West Head Project, Greg Kingston Big Band, Lines, Mara!, Mind / Body / Split, Mural, dem Splinter Orchestra und dem Trondheim Jazz Orchestra auf.
Denley hat weiterhin ein Kapitel über Improvisation für das Buch Experimental Music. Audio explorations in Australia, herausgegeben 2008 von UNSW Press, geschrieben. Bailey nahm einen Abschnitt von Denleys Text über Solo-Improvisation in eine überarbeitete Version seines Buchklassikers über Improvisation auf.